# Tiranet del Perú
El tiranet del Perú (Zimmerius viridiflavus) és un ocell de la família dels tirànids (Tyrannidae).

## Hàbitat i distribució
Habita els boscos als turons andins de l'est del Perú.